# Кіллінгтон (Вермонт)
Кіллінгтон (англ. Killington) — місто (англ. town) в США, в окрузі Ратленд штату Вермонт. Населення — 1407 осіб (2020).

## Демографія
Згідно з переписом 2010 року, у місті мешкало 811 осіб у 388 домогосподарствах у складі 188 родин. Було 2609 помешкань
Расовий склад населення:
| - 96,1 % — білих - 1,1 % — азіатів - 0,9 % — корінних американців - 0,1 % — чорних або афроамериканців |

До двох чи більше рас належало 1,0 %. Частка іспаномовних становила 1,6 % від усіх жителів.
За віковим діапазоном населення розподілялося таким чином: 12,6 % — особи молодші 18 років, 70,8 % — особи у віці 18—64 років, 16,6 % — особи у віці 65 років та старші. Медіана віку мешканця становила 47,8 року. На 100 осіб жіночої статі у місті припадало 118,0 чоловіків;  на 100 жінок у віці від 18 років та старших — 119,5 чоловіків також старших 18 років.
Середній дохід на одне домашнє господарство  становив 84 059 доларів США (медіана — 58 000), а середній дохід на одну сім'ю — 120 076 доларів (медіана — 77 083). Медіана доходів становила 45 625 доларів для чоловіків та 50 250 доларів для жінок. За межею бідності перебувало 5,8 % осіб, у тому числі 4,5 % дітей у віці до 18 років та 8,6 % осіб у віці 65 років та старших.
Цивільне працевлаштоване населення становило 401 особа. Основні галузі зайнятості: мистецтво, розваги та відпочинок — 23,4 %, науковці, спеціалісти, менеджери — 19,2 %, освіта, охорона здоров'я та соціальна допомога — 19,2 %.